# サングレ・アステカ
サングレ・アステカ（Sangre Azteca、1975年11月5日 - ）は、メキシコのプロレスラー。メキシコシティ出身。

## 来歴
1997年10月5日、アレナ・ナウカルパンでシーマ・ノブナガ(CIMA)と組んでデビュー。EMLLの所属であったが1997年よりIWRGに移籍し、1998年に再びCMLLに復帰。
2002年6月2日、ラムステインとタッグを組んで連邦区タッグチーム王座を奪取。
2005年、ウルティモ・ゲレーロ率いるテクニコユニット、ロス・ゲレーロス・デル・インフェルノにメンバー入り。3月25日にドクトルX & ニトロと組んでサファリ & フェリーノ & ボラドール・ジュニアから勝利してメキシコナショナルトリオ王座を奪取。
10月と12月には新日本プロレスに参戦。CTUと共闘として本隊と抗争を展開した。
2006年5月、新日本プロレスのBEST OF THE SUPER Jr.に出場。Aブロックにエントリーし、2点という結果に終わる。
12月17日、ラ・マスカラに勝利してメキシコナショナルウェルター級王座を奪取。
2009年8月16日、バリエンテに敗戦してベルトを奪取されるまで12回防衛した。2月3日にはブラック・ウォリアー & ドラゴン・ロホ・ジュニアと組んでサグラド & ラ・ソンブラ & ボラドール・ジュニアから勝利して2度目となるメキシコナショナルトリオ王座を戴冠。12月、ポデール・メヒカなるユニットとして活動。
2010年、ブラック・ウォリアーがCMLLから退団したためにベルトを返上。代役としてミステリオッソ・ジュニアがポデール・メヒカにメンバー入りした。

## 得意技
- アステカ・スペシャル

サンダーファイヤー・パワーボムのように相手を肩の上に担ぎ、前方に旋回させつつ開脚飛びで顔面から叩きつける変型フェイスバスター。
- ラ・バラゲーサ

ラ・マテマティカ。ブレーンバスターの要領で抱え上げ、相手の股を広げる様に両足を絞り上げるメキシカンストレッチ。
- パタダ・マキシマス

フロントドロップキック

## 獲得タイトル
CMLL
- 連邦区タッグチーム王座 : 1回

w / ラムステイン
- メキシコナショナルトリオ王座 : 2回

w / ドクトルX & ニトロ
w / ブラック・ウォリアー & ドラゴン・ロホ・ジュニア
- メキシコナショナルウェルター級王座 : 1回